# Awn Hussain Al Khashlok
 (avril 2013).
Awn Hussain Al Khashlok (Arabe عون حسين الخشلوك ) (né le 3 février 1961) est un homme d'affaires et homme de média irakien. Il est le fondateur de Al-Khashlok Group for Investment et de Al-Baghdadia Media Group.

## Jeunesse en Irak
Dr Awn Hussein Al-Khashlok est né dans la ville de Qalat Sukar dans le gouvernorat de Dhi Qar en Irak. C'est le troisième fils de Hajj Hussein al-Khashlok, un marchand bien connu dans la région du sud de l'Irak au cours de la première moitié du XXe siècle grâce au commerce de céréales et de dattes à Bassora et Nassiriya et à l'exportation des produits vers les états arabes du Golf Arabe entre autres. Il appartient aux Banu ' Omer, qui font partie de la tribu des Rabi'iyah. Awn quitte l'Irak prématurément, lorsque son père l'envoie étudier à l'étranger après qu'il eut terminé ses études secondaires en 1979.

## Exil en Grèce
Awn vécut en exil dès lors et ne revint dans son pays qu'après la guerre de 2003. Au cours de ces années d'exil, il s'établit en Grèce après l'obtention du baccalauréat universitaire ès sciences, du master et du doctorat en génie civil. Il a travaillé dans les domaines du commerce, de la construction, de l'immobilier et de la fabrication. Il a fondé Al-Khashlok Group for Investment, qui exerce ses activités en Europe, aux États-Unis, au Royaume-Uni, en Afrique, aux Émirats arabes unis, en Turquie entre autres.

## Al-Baghdadia
Après la formation de nombreux organismes de bienfaisance en Irak et à l'étranger pour aider les familles pauvres et soigner les malades, notamment les enfants, durant les longues années d'embargo qui ont lourdement frappé le peuple irakien, il chercha à créer une entité importante dans les médias après 2003 afin d'en faire un modèle pour la liberté de la presse, le suivi et la caractérisation du nouveau processus démocratique en Irak, au profit du peuple irakien et pour le protéger de ses dangereux penchants (comme l'aide à l'occupation étrangère, donner une chance à la dictature, au sectarisme ou à la corruption) dans la prise en charge du nouvel État qui était encore en construction. Ainsi il a fondé la chaîne satellitaire Al-Baghdadia TV en 2005 au Caire (Égypte) qui est devenue un groupe médias afin d'englober l'évolution de ce qui est vu à ce qui se verra à l'avenir.
Il a également lui-même supervisé la construction de la chaîne d'expression tout comme la politique éditoriale via ses quotidiens conseils afin de produire une chaîne de programmes politiques et de la montrer comme  une chaîne de référence, honnêtes, se préoccupant des besoins des Irakiens, de leurs ambitions, de leurs questions et leur montrant la vérité, pour en faire une force indépendante de tout parti politique, de toute ambition personnelle ou politique. En plus de cela, Awn a travaillé très dur pour rendre les médias irakiens aussi modernes et évolutifs que tout autre média international, base du projet Al-Baghdadia Media Group fondé en 2005.